# 대한민국 민법 제99조
대한민국 민법 제99조는 부동산, 동산에 대한 민법 총칙 조문이다.

## 조문
민법 제99조 제1항 및 제2항
제99조(부동산, 동산) ① 토지 및 그 정착물은 부동산이다.
②부동산 이외의 물건은 동산이다.

第99條(不動産, 動産) ① 土地 및 그 定着物은 不動産이다.
②不動産 以外의 物件은 動産이다.

## 참고 문헌
- 오현수, 일본민법, 진원사, 2014. ISBN 978-89-6346-345-2
- 오세경, 대법전, 법전출판사, 2014 ISBN 978-89-262-1027-7
- 이준현, LOGOS 민법 조문판례집, 미래가치, 2015. ISBN 979-1-155-02086-9

## 같이 보기
- 부동산
- 동산
- 민법 제186조